# Man and Wife
Man and Wife è un film del 1923 diretto da John L. McCutcheon, con Maurice Costello, Gladys Leslie e Norma Shearer, imprestata dalla MGM alla piccola casa di produzione indipendente Effanem Productions:
Il film - distribuito dalla Arrow Film Corporation - uscì in sala il 21 marzo 1923.

## Trama
La moglie del dottor Fleming, Dora, sembra essere morta nell'incendio di un albergo. Fleming si ritira in campagna dove incontra Dolly, la sorella della moglie, della quale si innamora e che sposa. Fleming viene informato che Dora è ancora viva, ma a causa dell'incendio, ha perso la ragione. Il dottore opera al cervello la moglie che sembra guarita dopo l'intervento. Quando Dora però viene a sapere del matrimonio del marito con la sorella, comincia a sragionare di nuovo. Viene operata di nuovo, ma il risultato è fatale. Fleming torna dalla moglie e dal loro bambino.